# Kanton Ham
Kanton Ham is een kanton van het Franse departement Somme. Het kanton maakt deel uit van het arrondissement Péronne.

## Gemeenten
Het kanton Ham omvatte tot 2014 de volgende 19 gemeenten:
- Athies
- Brouchy
- Croix-Moligneaux
- Devise
- Douilly
- Ennemain
- Eppeville
- Esmery-Hallon
- Ham (hoofdplaats)
- Matigny
- Monchy-Lagache
- Muille-Villette
- Offoy
- Quivières
- Sancourt
- Tertry
- Ugny-l'Équipée
- Villecourt
- Y

Ingevolge de herindeling van de kantons bij decreet van 26 februari 2014 met uitwerking op 22 maart 2015 zijn dat 67 gemeenten. Door de creatie van de fusiegemeenten (commune nouvelles) : Hypercourt op 1 januari 2017 en Hombleux en Marchélepot-Misery op 1 januari 2019 zijn dat de volgende 63 geworden:
- Ablaincourt-Pressoir
- Assevillers
- Athies
- Belloy-en-Santerre
- Berny-en-Santerre
- Béthencourt-sur-Somme
- Billancourt
- Breuil
- Brouchy
- Buverchy
- Chaulnes
- Chuignes
- Cizancourt
- Croix-Moligneaux
- Curchy
- Dompierre-Becquincourt
- Douilly.
- Ennemain
- Épénancourt
- Eppeville
- Esmery-Hallon
- Estrées-Deniécourt
- Falvy
- Fay
- Fontaine-lès-Cappy
- Foucaucourt-en-Santerre
- Framerville-Rainecourt
- Fresnes-Mazancourt
- Ham
- Herleville
- Hombleux
- Hypercourt
- Languevoisin-Quiquery
- Licourt
- Lihons
- Marchélepot-Misery
- Matigny
- Mesnil-Saint-Nicaise
- Moyencourt
- Monchy-Lagache
- Morchain
- Muille-Villette
- Nesle
- Offoy
- Pargny
- Potte
- Proyart
- Punchy
- Puzeaux
- Quivières
- Rethonvillers
- Rouy-le-Grand
- Rouy-le-Petit
- Saint-Christ-Briost
- Sancourt
- Soyécourt
- Tertry
- Ugny-l'Équipée
- Vauvillers
- Vermandovillers
- Villecourt
- Voyennes
- Y